# نيك مارتن (مدرس)
نيك مارتن نيكولاس كارل مارتن، (بالإنجليزية: Nicholas Carl Martin)‏ أمريكي يعمل في مجال التكنولوجيا، كما أنه رائد أعمال ومعلم، وأفضل ما عرف به هو أنه مؤسس المنظمة الدولية التغيير بالتقنية (بالإنجليزية: TechChange)‏ وهي منظمة تعنى بالتكنولوجيا والتغيير الاجتماعي.
 حصل مارتن على درجة في الأدب الإنجليزي والتعليم من كلية سوارثمور “Swarthmore” ، كما حصل على درجة الماجيستير في تعليم السلام من جامعة السلام “The Peace University”.

ألقى مارتن عددا من الخطابات في الأمم المتحدة ووزارة الخارجية الأمريكية والوكالة الأمريكية للتنمية الدولية United States Agency For International Development (USAID)، وتمحورت هذه الخطابات حول دور التكنولوجيا في التنمية الدولية والتعليم عبر الإنترنت Online Learning والتعلم الجوال “M-Learning” ، ، وقد برزت أعماله في سجلات التعليم العالي، وتقييم ستانفورد للابتكار الاجتماعي، والإيكونوميست، والغارديان، وDowser.org .. وغيرها الكثير.
قبل تأسيسه لمنظمة TechChange بدأ مارتن برنامج لتسوية النزاعات والتكنولوجيا لطلبة المرحلة الابتدائية في العاصمة الأمريكية DC والحائز على جائزة ويدعى “DCPEACE” .
و يعمل «نيك» أيضا كعضو هيئة تدريس مساعد في جامعة جورج واشنطن، وهو ابن ويليام فلين مارتن William Flynn Martin النائب الأسبق لوزير الطاقة في الولايات المتحدة الأمريكية.